# Arnad

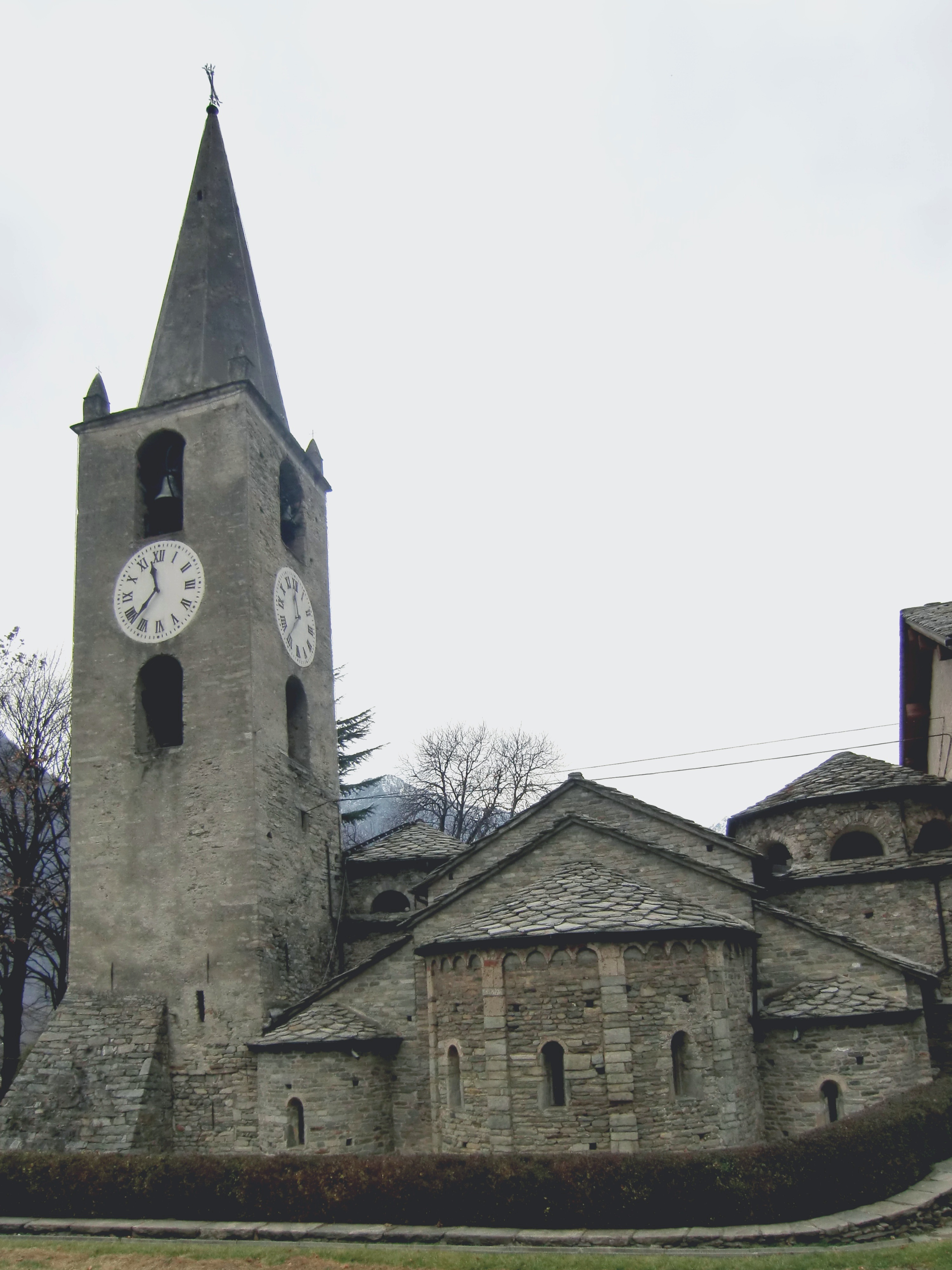
Martinskirche Arnad

Arnad (walserdeutsch Arnoal) ist eine italienische Gemeinde in der autonomen Region Aostatal mit 1232 Einwohnern (Stand 31. Dezember 2023).
Die Einwohner werden arnadins genannt. Auf Französisch heißen die Männer Arnadin und die Frauen Arnadine, in der Frankoprovenzalischen Sprache Arnayot und Arnayotta jeweils. Arnad ist Mitglied des Gemeindeverbands Unité des Communes valdôtaines Évançon.

## Geografie
Arnad liegt auf einer mittleren Höhe von 361 m s.l.m. und verfügt über eine Größe von 28 km².
Arnad besteht aus den Ortsteilen: Anvyey, Arnad-Le-Vieux, Bonavesse, Champagnolaz, Château, Chez-Fornelle, Le Clapey, Le Clos-de-Barme, Côte, Échallod, Échallogne, Les Vachères, Machaby, Pied-de-Ville, Prouve, La Revire, Rolléty, Sisan, Torrettaz und Ville. Die Nachbargemeinden sind Bard, Challand-Saint-Victor, Donnas, Hône, Issime, Issogne, Perloz, Pontboset und Verrès.

## Geschichte
Der Ortsname Arnad hatte die Rechtschreibung Arnaz (homophon) bis 1976.

## Kulinarische Spezialitäten
Die Gemeinde gibt dem Valle d’Aosta Lard d’Arnad – einem Speck mit Herkunftsbezeichnung (Denominazione d’Origine Protetta) – ihren Namen.

## Weinbau
Der Weinbau spielt eine bescheidene Rolle. Der DOC-Wein Arnad-Montjovet besteht zu mindestens 70 % aus der Rebsorte Nebbiolo. Daneben finden die Sorten Freisa, Dolcetto, Neyret, Vien de Nus und Pinot Noir Eingang in den als Verschnitt ausgebauten Rotwein. In Arnad werden die seltenen Rebsorten Ner d’Ala und Roussin angebaut.

## Sehenswürdigkeiten
- Martinskirche, 1020 erbaut, romanisch, dem heiligen Martin gewidmet.
- Das Wallfahrtsheiligtum Notre-Dame des Neiges wurde bereits im Jahr 1503 erwähnt.
- Unteres Schloss Arnad
- Oberburg Arnad
- Festes Haus und Turm Ville
- Festung von Machaby